# Shu Maeda
Shu Maeda (前田 柊 Maeda Shu?), född 2 december 1993 i Mie prefektur, är en japansk fotbollsspelare.
Maeda började sin karriär 2016 i Vanraure Hachinohe.